# Келіманська діоцезія
Келіма́нська діоце́зія (лат. Dioecesis Quelimanensis; порт. Diocese de Quelimane) — діоцезія римського обряду Католицької церкви в Мозамбіці, з центром у місті Келімане.  Входить до складу Бейрівської церковної провінції. Суфраганна діоцезія Бейрівської архідіоцезії. Заснована 6 жовтня 1954 року. Голова — єпископ Келіманський. Центральний храм — Келіманський собор.    Чинний голова — Іларіу да-Круш Массінга, єпископ Келіманський.

## Єпископи
- Іларіу да-Круш Массінга

## Статистика
Згідно з «Annuario Pontificio» і Catholic-Hierarchy.org:
| Рік  | Населення | Населення | Населення | Священики | Священики | Священики | Священики           | Диякони | Ченці    | Ченці | Парафії |
| Рік  | католики  | загалом   | %         | загалом   | секулярні | ченці     | вірних на священика | Диякони | чоловіки | жінки | Парафії |
| ---- | --------- | --------- | --------- | --------- | --------- | --------- | ------------------- | ------- | -------- | ----- | ------- |
| 1970 | 131.384   | 1.585.634 | 8,3       | 88        | 9         | 79        | 1.493               |         | 100      | 148   | 6       |
| 1980 | 181.010   | 2.100.126 | 8,6       | 68        |           | 68        | 2.661               |         | 83       | 65    | 31      |
| 1990 | 280.783   | 2.705.000 | 10,4      | 60        | 2         | 58        | 4.679               |         | 71       | 46    | 36      |
| 1999 | 543.000   | 2.224.000 | 24,4      | 37        | 10        | 27        | 14.675              |         | 51       | 80    | 20      |
| 2000 | 563.570   | 2.275.000 | 24,8      | 40        | 11        | 29        | 14.089              |         | 53       | 65    | 22      |
| 2001 | 532.961   | 700.503   | 76,1      | 50        | 17        | 33        | 10.659              |         | 62       | 60    | 22      |
| 2002 | 632.900   | 700.600   | 90,3      | 74        | 18        | 56        | 8.552               |         | 86       | 78    | 22      |
| 2003 | 700.032   | 800.010   | 87,5      | 56        | 18        | 38        | 12.500              |         | 76       | 82    | 22      |
| 2004 | 714.000   | 816.000   | 87,5      | 57        | 20        | 37        | 12.526              |         | 73       | 92    | 22      |
| 2010 | 806.000   | 922.000   | 87,4      | 60        | 22        | 38        | 13.433              |         | 91       | 109   | 22      |
| 2014 | 882.000   | 1.010.000 | 87,3      | 44        | 24        | 20        | 20.045              |         | 57       | 111   | 23      |